# Coelidia attenuata
Coelidia attenuata är en insektsart som beskrevs av Nielson 1982. Coelidia attenuata ingår i släktet Coelidia och familjen dvärgstritar. Inga underarter finns listade i Catalogue of Life.